# Mycetophila notata
Mycetophila notata är en tvåvingeart som beskrevs av Freeman 1951. Mycetophila notata ingår i släktet Mycetophila och familjen svampmyggor. Inga underarter finns listade i Catalogue of Life.